# Dolnolipovský tunel
Dolnolipovský tunel je železniční tunel na katastrálním území Lipová-lázně v km 1,152–1,257 regionální železniční trati Lipová Lázně – Javorník ve Slezsku mezi stanicí Lipová Lázně a zastávkou Lipová Lázně jeskyně.

## Historie
Železniční trať měla původně postavit Rakouská společnost místních drah. Její závazek převzal stát v roce 1893 a stavba byla zahájena 20. prosince 1894. Provoz byl zahájen 2. července 1896. Dolnolipovský tunel byl postaven v roce 1897. Ustupující německou armádou byl 8. května 1945 poškozen. Opravy probíhaly za provozu v období od 20. srpna 1945 do 17. srpna 1946. Další oprava proběhla roce 2016.

## Popis
Trať je vedena v náročném horském terénu. Jednokolejný tunel se nachází na trati Lipová Lázně – Javorník ve Slezsku. Byl postaven v úseku mezi stanicí Lipová Lázně – Lipová Lázně jeskyně v oblouku ve výběžku svahu Smrčník (799 m n. m.). Nadloží tunelu dosahuje výšku 14 m. Tunel je v nadmořské výšce 550 m a měří 105 m.
V blízkosti tunelu se nachází Loisein pramen (studánka u tunelu) a okolo vede  Naučná stezka Johanna Schrotha a  cyklostezka č. 6282.